# MT-RNR2

جایگاه ژن MT-RNR2 بر روی رشتهٔ H از ژنوم میتوکندری انسان. این ژن یکی از دو ژن آران‌ای ریبوزومی میتوکندری در انسان است. (نوار آبی‌رنگ).

آران‌ای ۱۶اس کُدشونده توسط میتوکندری (انگلیسی: Mitochondrially encoded 16S RNA) یک آران‌ای ریبوزومی میتوکندریال است که در انسان توسط ژن «MT-RNR2» کُدگذاری می‌شود.
این ژن همچنین در انسان سبب تولید نوعی پلی‌پپتید می‌شوند که در سال‌های اخیر یکی از موارد مورد پژوهش برای بیماری آلزایمر بوده‌است.
آران‌ای ۱۶اس کُدشونده توسط میتوکندری، هم‌ساخت میتوکندریال آران‌ای ریبوزومی ۲۳اس در پروکاریوت‌ها و آران‌ای ریبوزومی ۲۸اس در یوکاریوت‌هاست.